# Pokrajinski arhiv Maribor
Pokrajinski arhiv Maribor je javni arhiv, ki je bil uradno ustanovljen leta 1963. Pred tem je od leta 1952 deloval pod  nazivom Državni arhiv LRS - podružnica Maribor, pred vojno pa od leta 1933 kot Banovinski arhiv v Mariboru.

## Odlikovanja in nagrade
Leta 2003 je arhiv prejel častni znak svobode Republike Slovenije z naslednjo utemeljitvijo: »za 70 let delovanja in za zasluge pri ohranjanju arhivske kulturne dediščine.«